# RFL Championship 1989-90
El Championship de 1989-90 fue la 95.º edición del torneo de rugby league más importante de Inglaterra.

## Formato
Los equipos se enfrentaron en formato de todos contra todos en condición de local y de visitante, el equipo que terminó en la primera posición al finalizar el torneo se coronó campeón, mientras que los últimos dos equipos descendieron.
Se otorgaron 2 puntos por cada victoria, 1 por el empate y 0 por la derrota.

## Desarrollo

### Tabla de posiciones
| Pos. | Equipo              | Encuentros | Encuentros | Encuentros | Encuentros | Tantos | Tantos | Tantos | Puntos |
| Pos. | Equipo              | PJ         | PG         | PE         | PP         | F      | C      | Dif.   | Puntos |
| ---- | ------------------- | ---------- | ---------- | ---------- | ---------- | ------ | ------ | ------ | ------ |
| 1    | Wigan               | 26         | 20         | 0          | 6          | 699    | 349    | +350   | 40     |
| 2    | Leeds               | 26         | 18         | 0          | 8          | 704    | 383    | +321   | 36     |
| 3    | Widnes              | 26         | 16         | 2          | 8          | 659    | 423    | +236   | 34     |
| 4    | Bradford Northern   | 26         | 17         | 0          | 9          | 614    | 416    | +198   | 34     |
| 5    | St. Helens          | 26         | 17         | 0          | 9          | 714    | 544    | +170   | 34     |
| 6    | Hull                | 26         | 16         | 1          | 9          | 577    | 400    | +177   | 34     |
| 7    | Castleford          | 26         | 16         | 0          | 10         | 703    | 448    | +255   | 32     |
| 8    | Warrington          | 26         | 13         | 1          | 12         | 424    | 451    | -27    | 27     |
| 9    | Wakefield Trinity   | 26         | 12         | 1          | 13         | 502    | 528    | -26    | 25     |
| 10   | Featherstone Rovers | 26         | 10         | 0          | 16         | 479    | 652    | -173   | 20     |
| 11   | Sheffield Eagles    | 26         | 9          | 1          | 16         | 517    | 588    | -71    | 19     |
| 12   | Leigh               | 26         | 9          | 1          | 16         | 442    | 642    | -200   | 19     |
| 13   | Salford             | 26         | 4          | 1          | 21         | 421    | 699    | -278   | 9      |
| 14   | Barrow Raiders      | 26         | 1          | 0          | 25         | 201    | 1133   | -932   | 2      |

|  | Campeón.                      |
|  | Desciende a segunda división. |

| Bandera de Inglaterra  |
| Campeón Wigan Warriors |
| Décimo primer título   |